# Astrocladus tonganus
Astrocladus tonganus är en ormstjärneart som beskrevs av Döderlein 1911. Astrocladus tonganus ingår i släktet Astrocladus och familjen medusahuvuden.
Artens utbredningsområde är Madagaskar. Inga underarter finns listade i Catalogue of Life.